# HMAS Nepal
HMAS Nepal – brytyjski niszczyciel z okresu II wojny światowej, należący do typu N (J/K/N), w służbie marynarki australijskiej w latach 1941-1945, po wojnie w służbie brytyjskiej Royal Navy w latach 1945-1950 jako HMS „Nepal”. Nosił znak taktyczny G25, od kwietnia 1945: D-14, po wojnie D125. Służył głównie na Oceanie Indyjskim i Pacyfiku.
Podczas służby, „Nepal” otrzymał dwa wyróżnienia bitewne (Battle Honours): za Birmę 1944-1945 i Okinawę 1945.

## Budowa
Stępkę pod budowę okrętu położono 9 września 1939 w stoczni Thornycroft w Southampton (numer stoczniowy 1203); okręt zamówiono w ramach programu finansowego na 1939 rok. Budowa przeciągnęła się jednak na skutek zbombardowania kadłuba przez nalot niemiecki 18 grudnia 1940. Kadłub ostatecznie wodowano 4 grudnia 1941. Okręt budowany był dla marynarki brytyjskiej Royal Navy pod nazwą HMS „Norseman”, lecz w styczniu 1942 po zatopieniu niszczyciela „Gurkha” nazwę zmieniono na „Nepal”, w uznaniu wysiłku bojowego Gurkhów (jako pierwszy okręt brytyjski o tej nazwie). Zamierzano sprzedać okręt marynarce Holandii (wraz z „Norman”), lecz na skutek opóźnień budowy wytypowano do sprzedaży dwa inne („Noble” i „Nonpareil”). Ostatecznie „Nepal” wraz z 5 innymi okrętami tego typu został przekazany przed ukończeniem Marynarce Wojennej Australii, pozostając własnością rządu brytyjskiego. Do służby został przyjęty jako HMAS „Nepal” 11 maja 1942, jeszcze przed oficjalnym zakończeniem budowy 29 maja 1942. W tej samej stoczni budowano też równocześnie niszczyciel tego typu „Norman”, a wcześniej HMS „Kashmir” i HMS „Kimberley” takiego samego typu K.

## Służba

### Ocean Indyjski 1942-1945
Po wejściu do służby „Nepal” został przydzielony do 7. Flotylli Niszczycieli brytyjskiej Floty Wschodniej. Przez pierwszy okres uzyskiwania gotowości bojowej, stacjonował w Scapa Flow. W lipcu jeszcze trwało naprawianie wykrytych defektów. 17 lipca 1942 wyruszył docelowo na Ocean Indyjski w skład Floty Wschodniej, płynąc w eskorcie konwoju WS-21P z Clyde przez Freetown (z HMS „Orion” i bliźniaczym Hr.Ms. „Tjerk Hiddes”). 25 sierpnia dotarł do bazy Kilindini.
Od 9 września brał udział w inwazji na francuski Madagaskar, osłaniając statki i okręty alianckie. 10 września z pancernikiem HMS „Warspite” i niszczycielem HMS „Fortune” osłaniał lądowanie pod Majunga (operacja Stream), a 19 września pod Tamatave (operacja Jane). W październiku był dokowany w Simonstown w Południowej Afryce. Powrócił następnie do służby konwojowej i patrolowej na Oceanie Indyjskim, a od grudnia na południowym Atlantyku w ramach  South Atlantic Command, stacjonując w Durbanie.
W lutym 1943 osłaniał duży konwój statków przewożących australijską 9. Dywizję Piechoty z Adenu do Australii (operacja Pamphlet). W okresie 8 kwietnia-22 maja przechodził niewielki remont w Sydney, na skutek uszkodzeń przez cyklon, po czym powrócił do służby konwojowej i patrolowej na Oceanie Indyjskim, stacjonując w Durbanie.
W lutym 1944 „Nepal” przebazował do Trincomalee na Cejlonie, łącząc się z głównymi siłami floty. Od 22 marca wziął udział w operacji Diplomat - wypadzie głównych sił floty z lotniskowcem „Illustrious” na Oceanie Indyjskim w celu spotkania z lotniskowcem USS „Saratoga”. Wchodził następnie w skład Zespołu 69 (Task Force 69) ubezpieczającego atak samolotów z lotniskowców zespołu TF 70 (HMS „Illustrious” i USS „Saratoga”) na bazę japońską w Sabang 19 kwietnia 1944 (operacja Cockpit), a następnie podobny atak tych lotniskowców na Surabaję 17 maja (w składzie zespołu TF 65, osłaniającego TF 66 - operacja Transom).
Od czerwca ponownie działał z Trincomalee na Oceanie Indyjskim. Według jednego źródła, wziął udział w ponownym ataku na Sabang (operacja Crimson), lecz brak jest potwierdzenia tego. Od 18 sierpnia do 2 października 1944 był remontowany w Sydney.
Od listopada 1944 okręt działał u wybrzeży Birmy, w składzie zespołu 64 nowo utworzonej Floty Indii Wschodnich. Między 14 a 24 grudnia wspierał ogniem wraz z HMAS „Napier” desant 74. Brygady Indyjskiej na wybrzeżu Arakanu (operacja Romulus), bazując w Chittagong. Na początku stycznia 1945 brał udział w transportowaniu i wysadzeniu desantu 3. Brygady Komandosów na półwyspie Akyab (operacja Lightning, wraz z „Napier” i slupem HMS „Shoreham”). 6 stycznia udał się na dokowanie w Colombo, po czym 25 stycznia powrócił na birmański teatr działań. 26 stycznia podczas ataku na wyspy Cheduba i Ramree na jego pokładzie przebywał dowódca Floty Indii Wschodnich, adm. Arthur Power (operacja Sankey; „Nepal” nie brał udziału w bombardowaniu). 30 stycznia z niszczycielem HMS „Pathfinder” wspierał lądowanie na wyspie Sagu. Między 1 a 3 lutego ostrzeliwał pozycje na Ramree. 5 lutego uszkodził śrubę na skale, lecz pozostawał na birmańskim teatrze działań do 12 lutego, pływając na jednej turbinie.

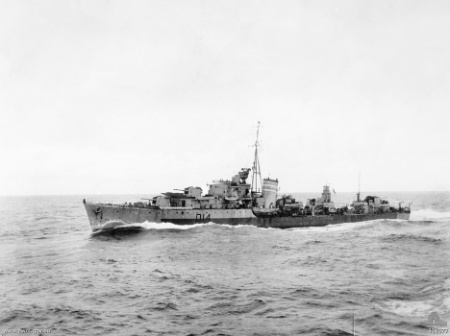
HMAS „Nepal” (D-14) w 1945. Widoczna wieża radaru typ 271 na śródokręciu

### Pacyfik 1945
W drugiej połowie lutego 1945 „Nepal” był naprawiany w Colombo. Przydzielono go następnie do Brytyjskiej Floty Pacyfiku. Od 14 marca do kwietnia 1945 okręt był wyposażany w Williamstown w Australii w celu przygotowania do współdziałania z flotą amerykańską (zmieniono wówczas znak taktyczny na D-14).
Wraz z pozostałymi australijskimi niszczycielami typu N 7. Flotylli, „Nepal” następnie głównie osłaniał zespoły zaopatrzeniowe floty alianckiej (Logistics Group - TF 112), działając w maju 1945 pod Okinawą. W kwietniu i maju osłaniał też przejściowo główne siły brytyjskiego zespołu TF 57 podczas ataków na wyspy Sakishima (operacje Iceberg One & Two).
W czerwcu wycofany do Australii na naprawy, w lipcu powrócił do osłony zespołu zaopatrzeniowego TF 112 Brytyjskiej Floty Pacyfiku (TF 37). 6 września 1945 przeszedł do Tokio w Japonii, gdzie pełnił następnie do 12 października służbę okupacyjną, po czym 22 października powrócił do Sydney.
Podczas wojny, „Nepal” przebył 224.628 mil morskich.

### Po wojnie
11 listopada 1945 „Nepal” został zwrócony Wielkiej Brytanii i wszedł do brytyjskiej służby 19 listopada 1945. Do Wielkiej Brytanii przybył 28 grudnia 1945. Został następnie zaadaptowany do roli okrętu szkolnego i doświadczalnego sił trałowych, zastępując niszczyciel HMS „Witch”. Wszedł w tym charakterze do służby w lipcu 1946, przydzielony do Szkoły Torpedowej w Portsmouth, później w Rosyth.
16 listopada 1950 wycofany ze służby czynnej do rezerwy w Devonport. Zamierzano w 1951 przebudować go na fregatę typu 15, lecz odstąpiono od tego zamiaru. W maju 1955 skreślony z listy floty, po czym sprzedany na złom do stoczni w Briton Ferry, gdzie przybył 16 stycznia 1956.
Uwaga - dane dotyczące uzbrojenia i radarów odnoszą się ogólnie do okrętów typu N, daty zmian w przypadku konkretnego okrętu są orientacyjne.

### Uzbrojenie
- 6 dział 120 mm QF Mk XII na podwójnych podstawach CP Mk XIX, osłoniętych maskami (3xII)
  - długość lufy: L/45 (45 kalibrów), donośność maksymalna 15.520 m, kąt podniesienia +40°, masa pocisku 22,7 kg
- 1 działo plot 102 mm QF Mk V na podstawie HA Mk III
  - długość lufy: L/45, kąt podniesienia +80°, masa pocisku 14,06 kg
    - do 1942/1943
- 4 automatyczne armaty przeciwlotnicze 40 mm Vickers Mk VIII („pom-pom”) poczwórnie sprzężone na podstawie Mk VII (1xIV)
- 4-6 automatyczne działka plot 20 mm Oerlikon 20 mm (ilość stopniowo wzrastała, 4xI do 6xI, później 2xII i 2xI)
- 5 wyrzutni torpedowych 533 mm w aparacie torpedowym PR Mk II (1xV), 5 torped Mk IX
  -     - od 1942/43 - 10 wyrzutni (2xV)
- 1 zrzutnia na 6 bomb i 2 miotacze bomb głębinowych (20-45 bomb głębinowych)

Wyposażenie
- hydrolokator Asdic
- system kierowania ogniem artylerii: dalocelownik (DCT) i główny dalmierz (na nadbudówce dziobowej)
- radar dozoru ogólnego Typ 286 (na głównym maszcie), później Typ 291
- radar kierowania ogniem plot Typ 285 (na stanowisku dalmierza)
- radar wykrywania nawodnego Typ 271 (na platformie reflektora na śródokręciu)
- radar dozoru ogólnego SG-1(?) (pod koniec wojny, na maszcie głównym)